# Buszehr
Buszehr (perski: بوشهر, dawniej również Abu Szahr ابو شهر) – miasto w południowo-zachodnim Iranie, nad Zatoką Perską. Jest stolicą ostanu Buszehr.
Miasto założono w 1736. W mieście znajduje się port lotniczy Buszehr.

## Program jądrowy
Elektrownię atomową uruchomiono 21 sierpnia 2010. Pojawiły się doniesienia o obecności w systemach tej elektrowni robaka komputerowego Stuxnet.
Kontrakt na jej budowę Iran podpisał w 1975 z niemiecką firmą Siemens AG. Jej budowę przerwano w 1979 po rewolucji islamskiej. Częściowo zbudowane reaktory uszkodziło lotnictwo irackie w latach 1985–1988. Program, już z udziałem Rosjan, wznowiono w 1995. Zdaniem wywiadu USA elektrownia w Buszehr jest wykorzystywana w planach budowy irańskiej bomby jądrowej.
W mieście rozwinął się przemysł włókienniczy oraz spożywczy.